# Luigi's Mansion 2
Luigi's Mansion 2 (ルイージマンション2 Ruīji Manshon 2), i Nordamerika känt som Luigi's Mansion: Dark Moon, är ett action-äventyrsspel till Nintendo 3DS, och är uppföljaren till Luigi's Mansion, ett Nintendo Gamecube-spel från 2001. Det utannonserades på E3 2011 under Nintendos presskonferens den 7 juni 2011. Spelet innehåller flera herrgårdar, till skillnad mot sin föregångare som bara har en, och är mer pusselbetonat.
Luigi's Mansion 2 innehåller ett multiplayerläge där upp till fyra personer kan spela med varandra. En uppföljare vid namnet Luigi's Mansion 3 presenterades den 13 september, 2018, under en Nintendo Direct.
En remaster av spelet vid namn Luigi's Mansion 2 HD är planerad att släppas till Nintendo Switch under sommaren 2024.